# 野口優太
野口 優太（のぐち ゆうた、1996年12月27日 - ）は、埼玉県出身の射撃選手、ライフル射撃コーチ。パリ2024パラリンピック競技大会射撃競技日本代表コーチ。

## 略歴
- 1996年 埼玉県上尾市出身。[1]
- 2012年 栄北高校入学。中條公行氏に出会い、エアライフル部へ入部。ライフル射撃選手としての活動を開始。
- 2014年 全国高等学校ライフル射撃競技選手権大会で個人4位入賞及び団体3位入賞[2]。
- 2015年 栄北高校エアライフル部卒業、日本大学射撃部入学。
- 2018年 全日本学生スポーツ射撃選手権大会で5位入賞[3]。
- 2020年 J-MAGICに就職、以降ライフル射撃コーチとしての活動を開始。[4]
- 2023年 日本パラ射撃連盟のナショナルチームコーチに就任。
- 2024年 全日本ミックスチーム射撃競技選手権大会で6位入賞[5]。韓国で開催されたワールドカップ・チャンウォン大会に日本代表コーチとして派遣される[6]。同年9月、パリ2024パラリンピック競技大会射撃競技に日本代表コーチとして派遣される。[7]